# Pape Ibnou Ba
Pape Ibnou Ba (Saint-Louis, 5 de janeiro de 1993) é um futebolista mauritano que atua como atacante. Atualmente defende o Concarneau (emprestado pelo Le Havre) e a Seleção Mauritana.

## Carreira em clubes
Revelado pelo Linguère, foi o artilheiro do Campeonato Senegalês de 2015–16, com 17 gols. Ele ainda passou pelo Stade de Mbour antes de assinar por empréstimo com o Al-Ahed (Líbano), tendo feito 3 gols em 5 jogos na campanha do título do Campeonato Libanês de 2016–17.
Desde 2017 no futebol da França, teve passagem mais destacada pelo Athlético Marseille, onde jogou até 2020 (58 jogos e 48 gols). Jogou ainda pelo Niort antes de ser contratado pelo Le Havre em 2021, sendo emprestado ainda para Pau FC (onde também defendeu o time B) e Concarneau.[carece de fontes?]

## Carreira internacional
Nascido no Senegal, Ba estreou pela Seleção Mauritana num amistoso contra Burkina Faso, em dezembro de 2021.
Participou de 2 edições da Copa das Nações Africanas, em 2021 (disputada em 2022) e 2023, onde a Mauritânia surpreendeu ao derrotar a Argélia por 1 a 0 (primeira vitória da Mauritânia na história da competição) e conquistou a inédita classificação para as oitavas-de-final como um dos melhores terceiros colocados.

## Títulos
Al-Ahed
- Campeonato Libanês: 2016–17[carece de fontes?]